# Nemuno vaistinė
Nemuno vaistinė (dt. Nemunas-Apotheke) ist der zweitgrößte litauische Apotheken-Betreiber. Das Unternehmen verwaltet die Apothekenkette  "Camelia" in Litauen. 
2011 betrug der Umsatz etwa 369,442 Millionen Litas. Das Unternehmen hat mehr als 1.400 Beschäftigte. Es hat 300 Apotheken (2013). Es kaufte 2012 "Ingen Pharma" in Lettland.

## Leitung
- bis 2009: Žaneta Venskavičienė
- seit 2009: Aušra Budrikienė[5]